# Differentialkalkyl
Differentialkalkyl är det område inom den matematiska analysen som behandlar derivator och differentialer.

## Historia
Differentialkalkylen utvecklades främst under 1600-talet, även om den var känd innan dess. Descartes skrift La Géometri (1637) fick stort inflytande och ledde så småningom fram till Newtons och Leibniz oberoende upptäckter av sambandet mellan tangenter och areor som lade grunden till den moderna integral- och differentialkalkylen.